# جورج مان (كاتب خيال علمي)
جورج مان (بالإنجليزية: George Mann)‏ هو كاتب خيال علمي بريطاني، ولد في 1978.

## وصلات خارجية
- الموقع الرسمي
- جورج مان على موقع ميوزك برينز (الإنجليزية)